# Föli

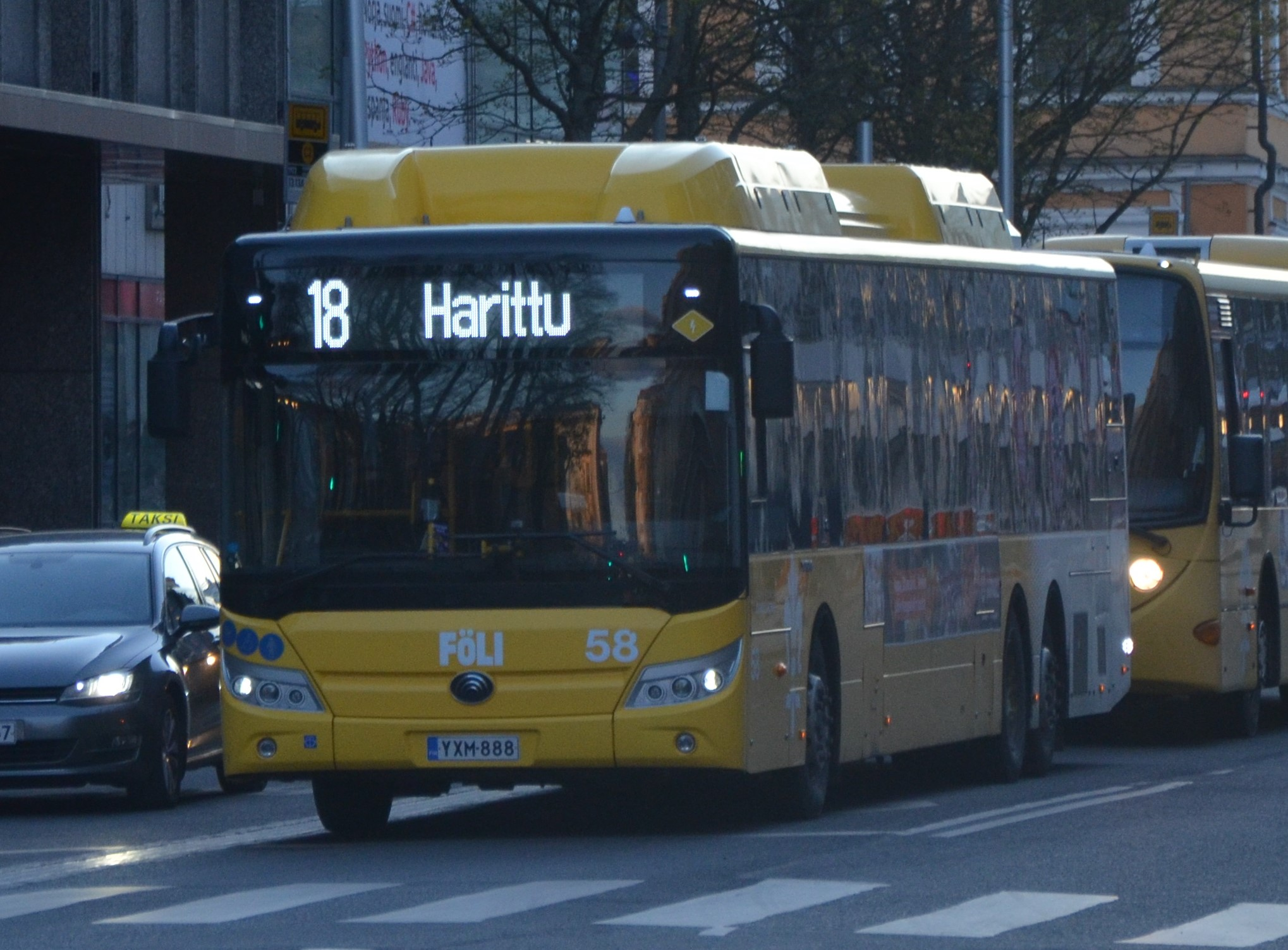
Elektrisk buss av märket Yutong på linje 18 till Harittu på Auragatan i Åbo, 2023

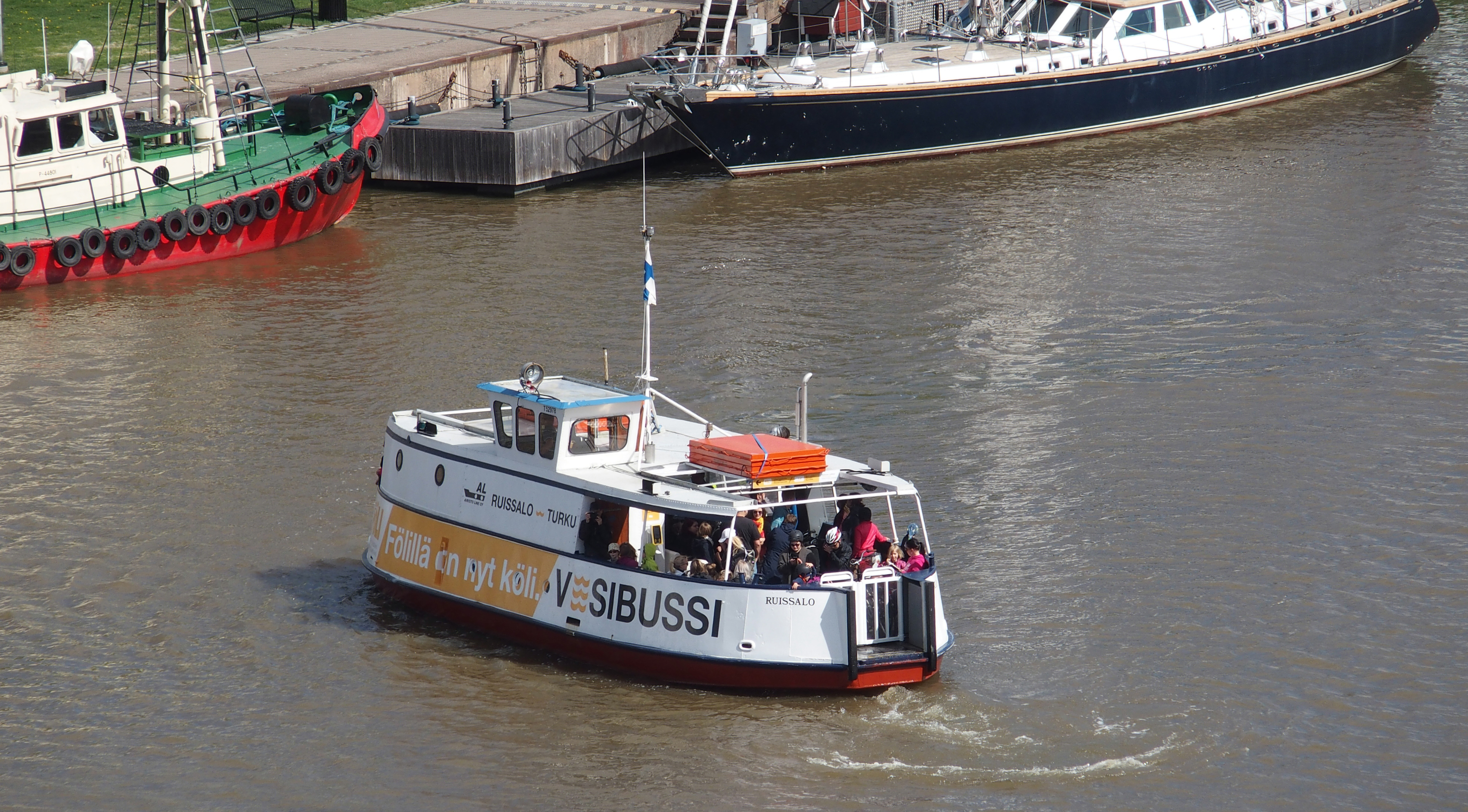
Passagerarfärjan Ruissalo på Aura å på sommarrutten Martinsbron i Åbo-Runsala, 2017. Bilden är tagen från Korpolaisbacken.

Föli, eller Åboregionens kollektivtrafik (finska: Turun seudun joukkoliikenne) är en finländsk kollektivtrafikorganisation för Åbo och de närbelägna kommunerna S:t Karins, Reso, Nådendal, Lundo,  Rusko  och (sedan 2024) Pemar. Den trafik Föli ombesörjer sedan 2014 är oberoende av kommungränserna. Det finns inga zoner i Föli, utan samma priser gäller i hela området. Föli köper in driftstjänster av olika trafikföretag. Namnet Föli kommer från den finska dialekten i sydvästra Finland, i vilken att "vara i föli" betyder att vara ombord.

## Busstrafik
Busstrafiken omfattar lokaltrafiken i medlemskommunerna och den regionala trafik som korsar dessa kommuners gränser. De första helt eldrivna bussarna kom in i Föli-trafiken 2016 på linje 1 (Åbo hamn–Åbo flygplats). I mitten av 2021 sköttes ungefär en tredjedel av trafiken med el.

## Vattenbussen Åbo-Runsala
Sommaren 2017 testade Föli en vattenbusslinje från Martinsbron i Åbo till Runsala. Passagerarfärjan blev populär och trafiken blev permanent. Utöver M/S Ruissalo togs också fartyget M/S Jaarli in i trafiken från och med sommaren 2018. Samtidigt förlängdes rutten till Beckholmen i Hirvensalo. Vattenbussarna körs av Explore Saimaa Oy. 
Färjan Föri över Aura å är inte en del av Fölis kollektivtrafik, utan drivs av Åbo stad. Föri körs också av Explore Saimaa Oy.

## Hyrcyklar

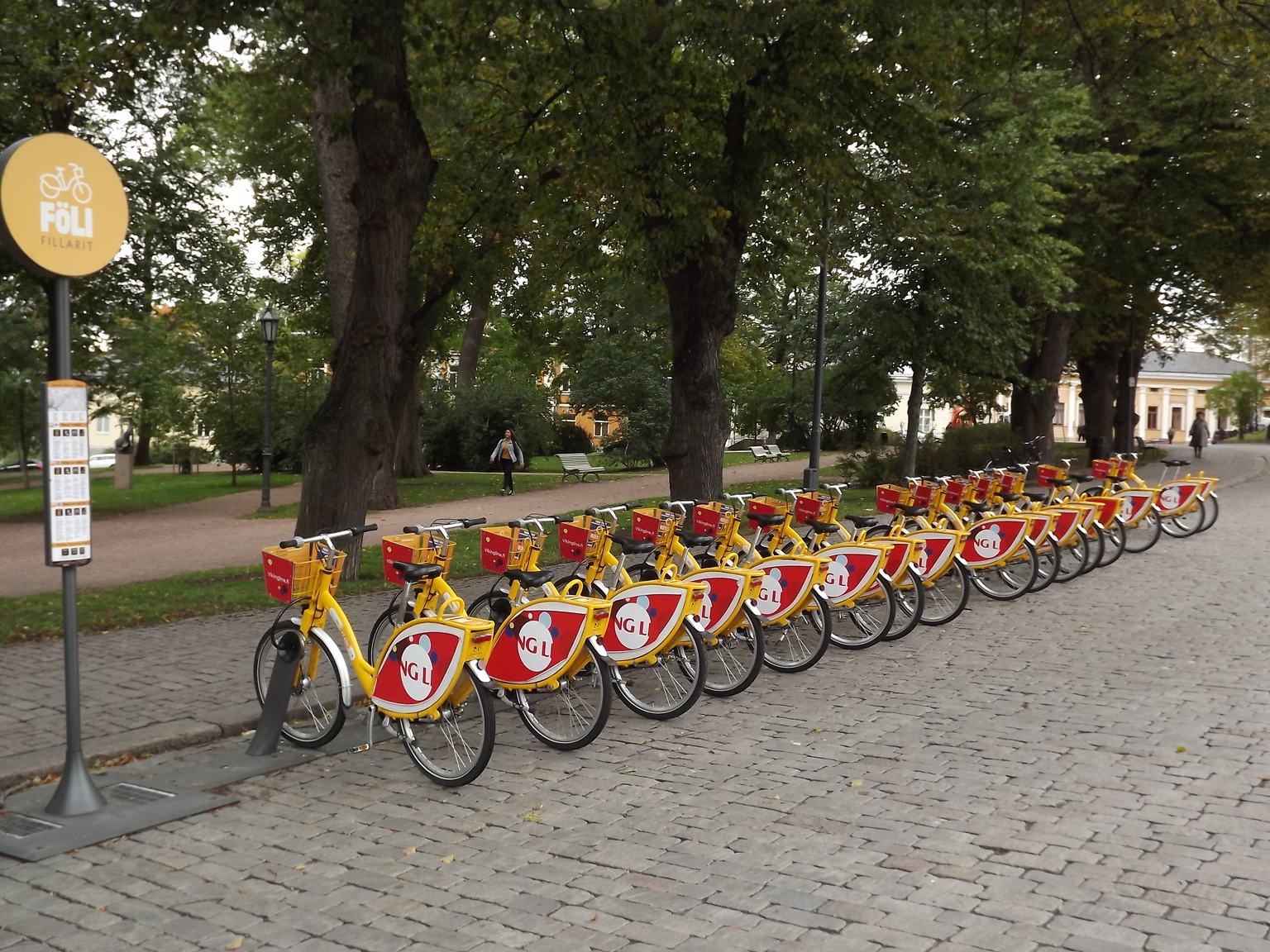
Fölläricykelstationen vid Åbo domkyrka, 2018

Föli har också sedan 2018 ett system för hyrcyklar för korttidsuthyrning i Åbo stad, kallade ”Fölläricyklar”. Uthyrningen drivs från 2023 av det danska företaget Donkey Republic.